# 비버 카운티 타임스

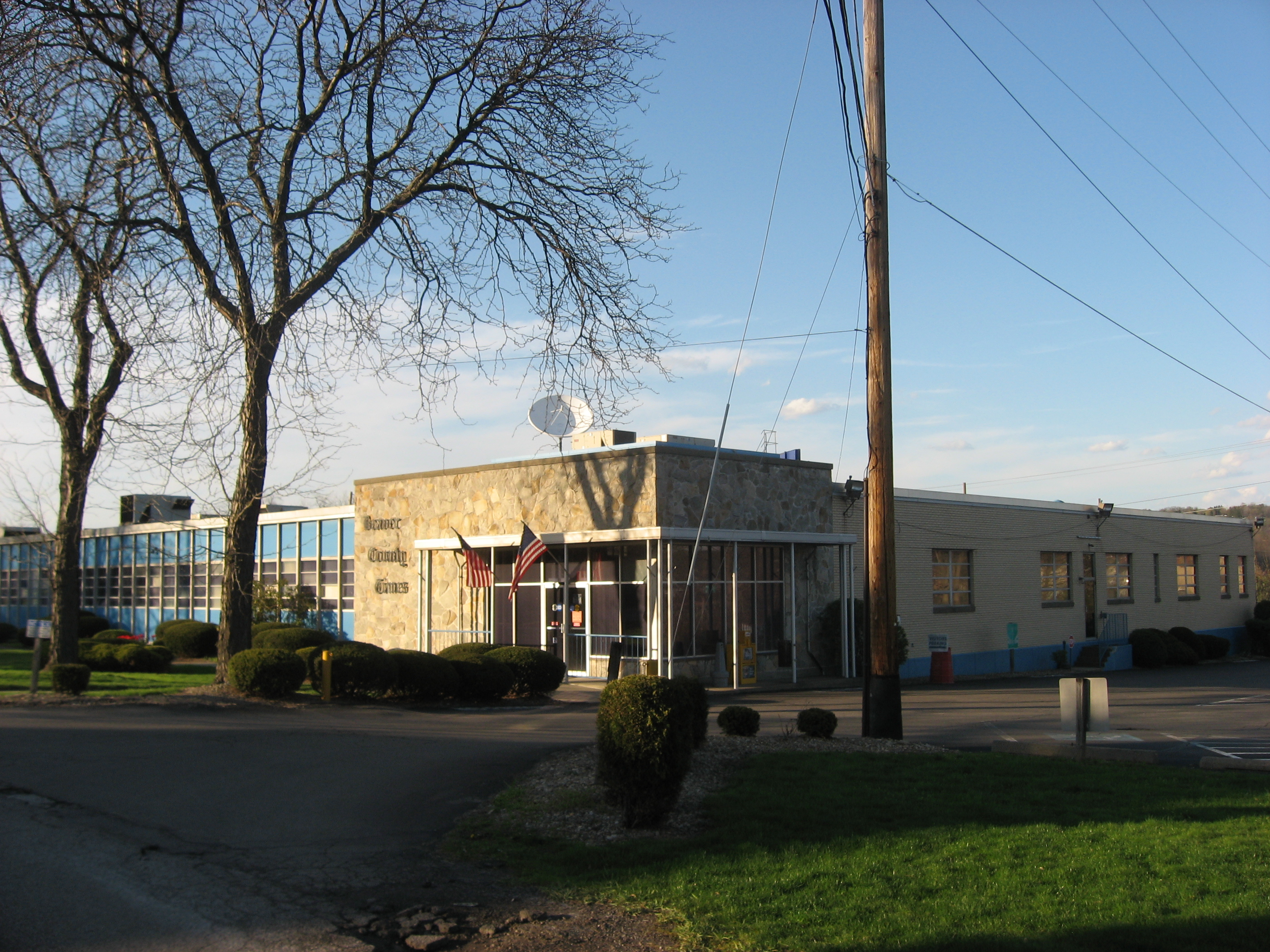

《비버 카운티 타임스》(The Beaver County Times)는 미국 펜실베이니아주 비버군 및 피츠버그에서 발행되고 있는 일간 아침 신문이다.